# Transit de la Terre depuis Mars

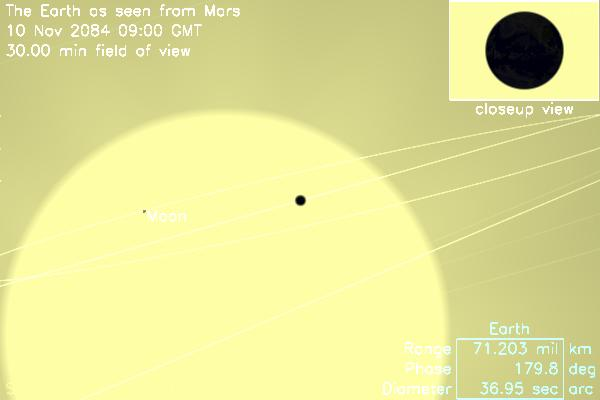
Simulation de la Terre et de la Lune transitant devant le Soleil, vues depuis Mars, en 2084.

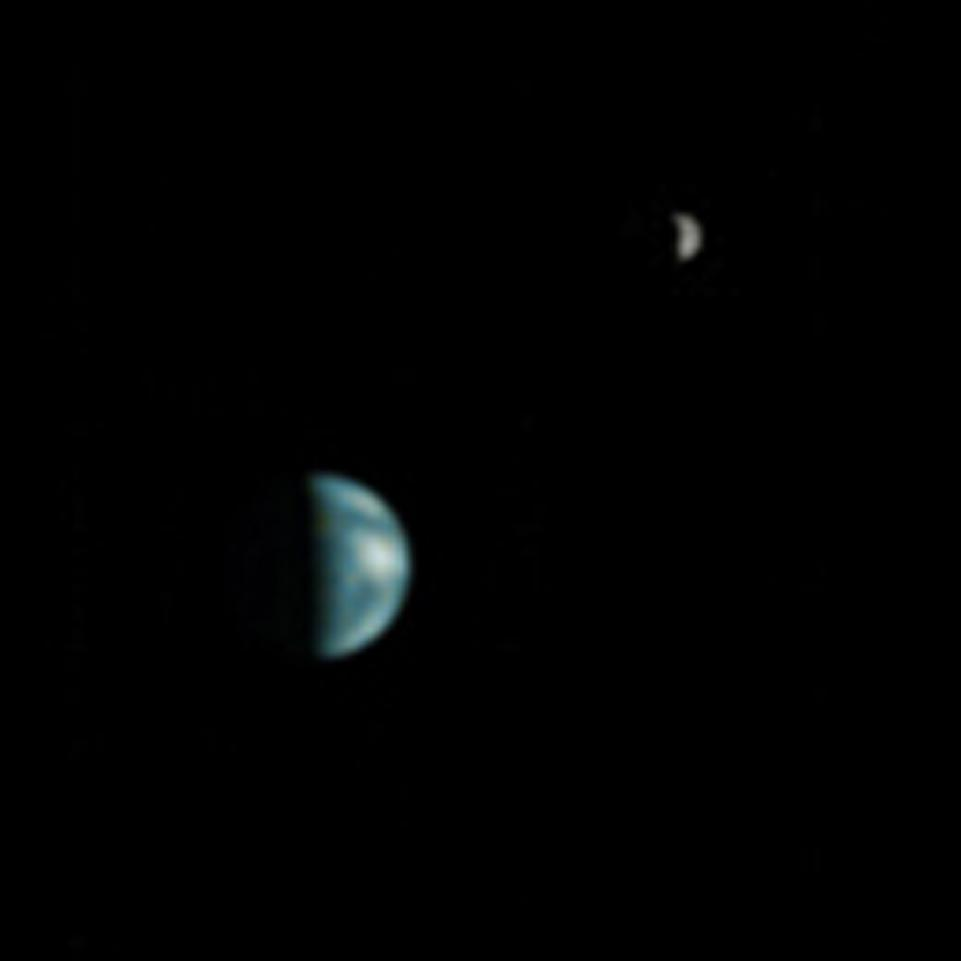
La Terre et la Lune vues depuis Mars, photographiées par la sonde Mars Global Surveyor.

Un transit astronomique de la Terre devant le Soleil se produit depuis Mars lorsque la Terre passe directement entre le Soleil et Mars, obscurcissant une petite partie du disque solaire du point de vue d'un observateur martien. Souvent, la Terre et la Lune peuvent être perçues transitant de concert. Cependant, il arrive que la Terre ou la Lune finisse son transit avant que l'autre ne le commence (cela a eu lieu pour la dernière fois en 1800 et arrivera de nouveau en 2394).
Personne n'a jamais vu un transit de la Terre depuis Mars, mais le prochain se déroulera le 10 novembre 2084, et pourra — peut-être — être observé par d'hypothétiques futurs colons terriens, ou au moins par des robots. Le dernier transit a eu lieu le 11 mai 1984.

## Fréquence
Les transits de la Terre depuis Mars suivent un cycle de 284 ans, par intervalles de 100,5 ; 79 ; 25,5 et 79 ans, soit en mai, soit en novembre. Ce cycle correspond à 151 orbites martiennes, 284 orbites terrestres et 133 périodes synodiques et est analogique au cycle des transits de Vénus depuis la Terre de 243 ans (par intervalles de 121,5 ; 8 ; 105,5 et 8 ans).

## Dates des transits
Le tableau suivant indique les transits proches de notre époque.
| 10 novembre 1595 | 5 mai 1621  | 8 mai 1700  | 8 novembre 1800  |             |
| 12 novembre 1879 | 8 mai 1905  | 11 mai 1984 | 10 novembre 2084 |             |
| 15 novembre 2163 | 10 mai 2189 | 13 mai 2268 | 13 novembre 2368 | 10 mai 2394 |
| 17 novembre 2447 | 13 mai 2473 | 16 mai 2552 | 15 novembre 2652 | 13 mai 2678 |